# Kim Daugaard (musiker)
 Der er flere personer med dette navn, se Kim Daugaard.
Kim Daugaard (født 9. februar 1951 på Frederiksberg) er en dansk bassist. Han var med i poprockgruppen Shu-bi-dua fra 1977 til bandets opløsning i 2011. Siden er han kendt for sin medvirken i Hardinger Band.

## Opvækst og tidlig karriere
Har en storesøster ved navn Marianne, der er 4 år ældre. Han startede på Ny Holte Skole, men kom senere på Herlufsholm Kostskole. Han blev student fra Holte Gymnasium i 1971 og læste derefter medicin i 4 år og brugte 8 år på at læse til tandlæge. Han blev cand. stip. på Københavns Tandlægeskole, kir. afd. i 1989.
Begge forældrene spillede musik, og Daugaard startede som 9-årig med at spille mandolin, og både han og søsteren blev også sendt til klaverundervisning, men der gik ikke længe, før det i stedet var guitaren, der tiltrak sig Daugaards opmærksomhed, og sammen med vennen Alan dannede han bandet The Plectors. Som 19-20 årig tog han bassen til sig efter at have oplevet Niels-Henning Ørsted Pedersen spille.

## Karriere
Før tiden i Shu-bi-dua, spillede Kim bl.a. med i The Boomerangs i 3 år, men har også været en del af Palles Nosser, Aorta, Nation Wide Band, Halberg/Larsen, Nissen/Fjeldsted og Los Valentinos.

### Shu-Bi-Dua
I 1977 medvirkede han som bassist på Michael Hardingers første Solo LP We Are Brothers. Dette banede vejen for at Daugaard overtog bassen i Shu-Bi-Dua, da bandet senere samme år stod overfor at skulle have ny bassist.
Fra 1977-2011 var Kim fast bestanddel af Shu-bi-dua. Han blev hurtigt kendt for sine meget præcise og melodiøse basgange; men også som den pæne fyr, der tiltrak sig masser af kvindelig opmærksomhed.[kilde mangler] Udover at lægge en solid bund i musikken med sin bas udviste Kim alsidighed ved lejlighedsvis at spille en taktfast rytmeguitar samt arrangere nogle af de kor-arrangementer, som sidenhen blev Shu-bi-duas varemærke.[kilde mangler]

### Efter Shu-bi-dua
Efter at have holdt sig uden for rampelyset i et par år offentliggjorde Michael Hardingers orkester, Hardinger Band, i 2013, at Daugaard var kommet med i gruppen som erstatning for sin egen søn Kasper Daugaard, der var gået ud for at være med i bandet Lukas Graham.

### Sideløbende aktiviteter
Udover at have medvirket i Shu-bi-dua har han ligeledes medvirket som studiemusiker i et hav af øvrige danske produktioner med bl.a. Alberte, Stig Kreutzfeldt, Tommy Seebach, News, Kasper Winding, Laban m.fl. samt som livemusiker i adskillige sammenhænge - for bl.a. DR og TV 2.
I dag arbejder Daugaard på deltid som special-tandlæge i København.

## Privatliv
Kim fik sammen med Elsebeth Drachmann sønnen Kasper Daugaard, der blev født i 1983. I sommeren 2011 blev Kim far for anden gang, da han og kæresten Marlene blev forældre til Elliot.

## Diskografi

### Shu-bi-dua
- 78'eren, 1978
- Shu-bi-dua 6, 1979
- Shu-bi-dua 7, 1980
- Shu-bi-dua 8, 1982
- Shu-bi-dua 9, 1982
- Shu-bi-dua 10, 1983
- Shu-bi-dua 11, 1985
- Shu-bi-dua 12, 1987
- Shu-bi-dua 13, 1992
- Shu-bi-dua 14, 1993
- Shu-bi-40, 1993
- Shu-bi-dua 15, 1995
- Shu-bi-du@ 16, 1997
- Shu-bi-dua 17, 2000
- Shu-bi-dua 18, 2005

### Hardinger Band
- Sym-fo-19 (2017)